# شارع الحوانيت المعتمة
شارع الحوانيت المعتمة رواية للكاتب الفرنسي الحائز على جائزة نوبل للأدب، باتريك موديانو، نُشرت الرواية لأول مرة سنة 1978 عن دار النشر غاليمار في باريس ثم صدرت طبعتها العربية عن دار الهلال بترجمة محمد عبد المنعم جلال. تُعتبر الرواية من أبرز أعمال موديانو التي تمثل سمات أدبه الخاص، المعروف بالموديانية، والذي يتمحور حول موضوعات الذاكرة، الهوية، والفقدان.

## نبذة
تدور أحداث الرواية حول بطلها «تال» الذي يعاني من فقدان ذاكرته، ويبحث عن هويته الحقيقية وسط غموض كبير، حيث اختفت زوجته «دينيز» بعد أن فقدت ذاكرتها أيضاً. تنقله رحلته عبر عدة بلدان وشخصيات مختلفة، لتتصاعد أحداث الرواية وتزداد تعقيداً حتى يصل في نهايتها إلى روما، حيث يعتقد أنه يكتشف هويته، لكن الرواية لا تفصح عن هذا الاسم أو هويته، في إشارة إلى استمرارية رحلة البحث.
يقول المترجم محمد عبد المنعم جلال عن هذه الرواية: "عندما نكتب فإننا نضطر أن نقوم بدور المشاهد والمستمع... لكي نلمس الواقع ونعيش الأجواء، بدلاً من أن نرتبك عندما نضطر أن نقوم بدورنا".

## تحليل ونقد
تُعد رواية "شارع الحوانيت المعتمة" رحلة أوديسية في الذاكرة والزمان،كما ذكر الناقد محمود عبد الشكور, حيث يبحث البطل عن جذوره وهويته وسط ضباب الذاكرة المفقودة. يرى النقاد أن الرواية تقدم سرداً فلسفياً عميقاً عن مأزق الإنسان مع الماضي، والذاكرة التي تمنحنا شعوراً بالانتماء رغم ما تحمله من تضارب وغموض.
في قراءة نقدية لرشا عدلي، يُبرز تحليلها اختلاف موديانو عن مارسيل بروست في تعامله مع الذاكرة؛ فبينما تمثل ذاكرة بروست تدفقاً شعرياً حميمياً، فإن ذاكرة موديانو متاهة انفصالية تعكس فجوة بين الحاضر والماضي، حيث يُشكك في وجود ذات ثابتة، وتبدو الشخصيات مجوفة ومشرذمة. كما يشير أحمد الحقيل إلى أن موديانو يعكس في روايته ثقل الوحدة والحنين الحزين إلى الماضي الذي لا يمكن استعادته إلا جزئياً، ما يجعل الرواية ألمًا نقيًا وأصيلًا عن الذاكرة والهوية.ويُلاحظ أيضاً حضور المكان كعنصر سردي هام في الرواية، حيث يصف موديانو الأماكن بدقة فوتوغرافية، ليصبح المكان مرآة للذاكرة ومخزنًا للأشخاص والأحداث، فيما تتلاشى الشخصيات كأطياف عابرة في الزمن.

## شخصيات الرواية
- تال (جوي رولان): بطل الرواية، رجل يعاني من فقدان الذاكرة، يبدأ رحلة بحث عن ماضيه وهوية نفسه، يعيش تشابكاً بين أسماء وشخصيات متعددة غير واضحة.
- دينيز: زوجة تال، فقدت ذاكرتها وغيبت عن الوعي، غائبة طوال الرواية، تمثل الغموض والفراغ في حياة البطل.[5]
- هوت: صاحب مكتب تحريات خاص، يمنح تال هوية مستعارة، ويعمل معه في محاولة لفهم الماضي، لكنه توقف هو الآخر عن البحث عن ماضيه.
- شخصيات متعددة تمثل ماضياً غامضاً ومتداخلاً من جنسيات ومهن مختلفة، من فرنسا إلى أمريكا اللاتينية، يعكسون تعدد الذاكرة وتشابكها.

## أنظر أيضا
تفتيش ليلي
من أقاصي النسيان
عشب الليالي
مستودع الطفولة
مجهولات
صبية طيبون
سيرك يمر
سلالة (رواية في السيرة الذاتية)